# Dioné (Hyade)
Pour les articles homonymes, voir Dioné.
Dans la mythologie grecque, Dioné (en grec ancien Διώνη / Diốnê), fille du Titan Atlas et de l'Océanide Éthra, est une des Hyades. Elle est l'épouse de Tantale, roi de Lydie et le rend père de trois enfants : Pélops, Niobé, future reine de Thèbes et le sculpteur Brotéas. En tant que fille d'Atlas, elle figure également parmi les nourrices immortelles du jeune Dionysos.
Il semble que ce personnage ait été une hypostase tardive de la Dioné archaïque.